# انظر لي، اشعر بي (أغنية)
انظر لي، اشعر بي (بالإنجليزية: See Me, Feel Me)‏ هي أغنية من ألبوم عام 1969 «تومي Tommy» لفريق الروك البريطاني «ذا هو»  تم إصدارها كأغنية فردية في سبتمبر 1970. قام الفريق بأداء الأغنية في مهرجان وودستوك للأغاني عام 1969، متبوعة بأغنية «الاستماع لك Listening to you»، وتم تصوير هذا في فيلم «وودستوك» عام 1970، وأصبحت نسخة الفيلم كأغنية فردية صعدت لقوائم أفضل الأغاني في الولايات المتحدة إلى المركز 12. قدم الفريق هذه الأغنية في الحفل الختامي للألعاب الأولمبية 2012 في لندن يوم الأحد 12 أغسطس 2012.

## طاقم العزف والتسجيل
بيت تاونسند: جيتار وغناء
روجر دالتري: غناء رئيسي
جون انتويسل: جيتار باس وغناء
كيث مون: طبول

## كلمات الأغنية
انظر لي، اشعر بي، المسني، اشفيني See me, feel me, touch me, heal me
بالاستماع إليك أحصل على الموسيقى Listening to you I get the music
بالتحديق فيك أحصل على الحرارة Gazing at you I get the heat
بأتباعك أتسلق الجبل Following you I climb the mountain
أشعر بالإثارة عند قدميك I get excitement at your feet
خلفك مباشرة أرى الملايين Right behind you I see the millions
عليك أن أرى المجد On you I see the glory
منك آخذ آراء From you I get opinions
منك القصة From you I get the story

## وصلات خارجية
https://www.thewho.com/ انظر لي، اشعر بي (أغنية)
https://www.youtube.com/watch?v=NzuNJod_o7g انظر لي، اشعر بي (أغنية)
https://www.youtube.com/watch?v=fHTdrPL22-Y انظر لي، اشعر بي (أغنية)